# Suzanne Beauchamp-Niquet
Pour l’article homonyme, voir Beauchamp.
Suzanne Beauchamp-Niquet, née le 11 août 1932 à Russell dans les Comtés unis de Prescott et Russell en Ontario et mort le 22 février 2011 à Dolbeau-Mistassini au Québec à l'âge de 78 ans, est une administratrice et femme politique fédérale et municipale québécoise.

## Biographie
Née à Russell dans les Comtés unis de Prescott et Russell en Ontario, Suzanne Beauchamp-Niquet commence sa carrière politique comme mairesse de la municipalité de Dolbeau dans la région du Saguenay–Lac-Saint-Jean de 1977 à 1981. Élue députée du Parti libéral du Canada dans la circonscription fédérale de Roberval en 1980, elle est défaite en 1984. Durant son passage à la Chambre des communes, elle est secrétaire parlementaire du secrétaire d'État aux Affaires extérieures de 1983 à 1984.

## Héritage
Le pont enjambant la rivière Mistassini, à Dolbeau-Mistassini est nommé pont Suzanne-Beauchamp-Niquet depuis le 12 août 2019.